# Pont du Christ de l'Expiration
Le pont du Christ de l'Expiration  (en castillan puente del Cristo de la Expiración) est un pont de Séville (Andalousie, Espagne). Il est mieux connu des Sévillans sous ses surnoms de pont du Cachorro, pont de la Chapina et pont des Leperos.

## Situation
En partant du nord de la ville, il est le cinquième pont à enjamber la darse du Guadalquivir qui traverse Séville du nord au sud. Il se trouve au lieu-dit de la Chapina, d'où son surnom.
Il quitte la rive gauche de la darse du Guadalquivir au milieu de la Plaza de Armas, à l'endroit où l'Avenida del Torneo devient Calle de Arjona. Il atteint la rive droite juste en dessous du site de l'Exposition universelle de 1992, dans le district de Triana, juste au sud du quartier de La Cartuja, et se prolonge vers l'ouest par l'autoroute A-49. Principal accès à l'autoroute menant à Huelva et au Portugal, il est très fréquenté.

## Histoire

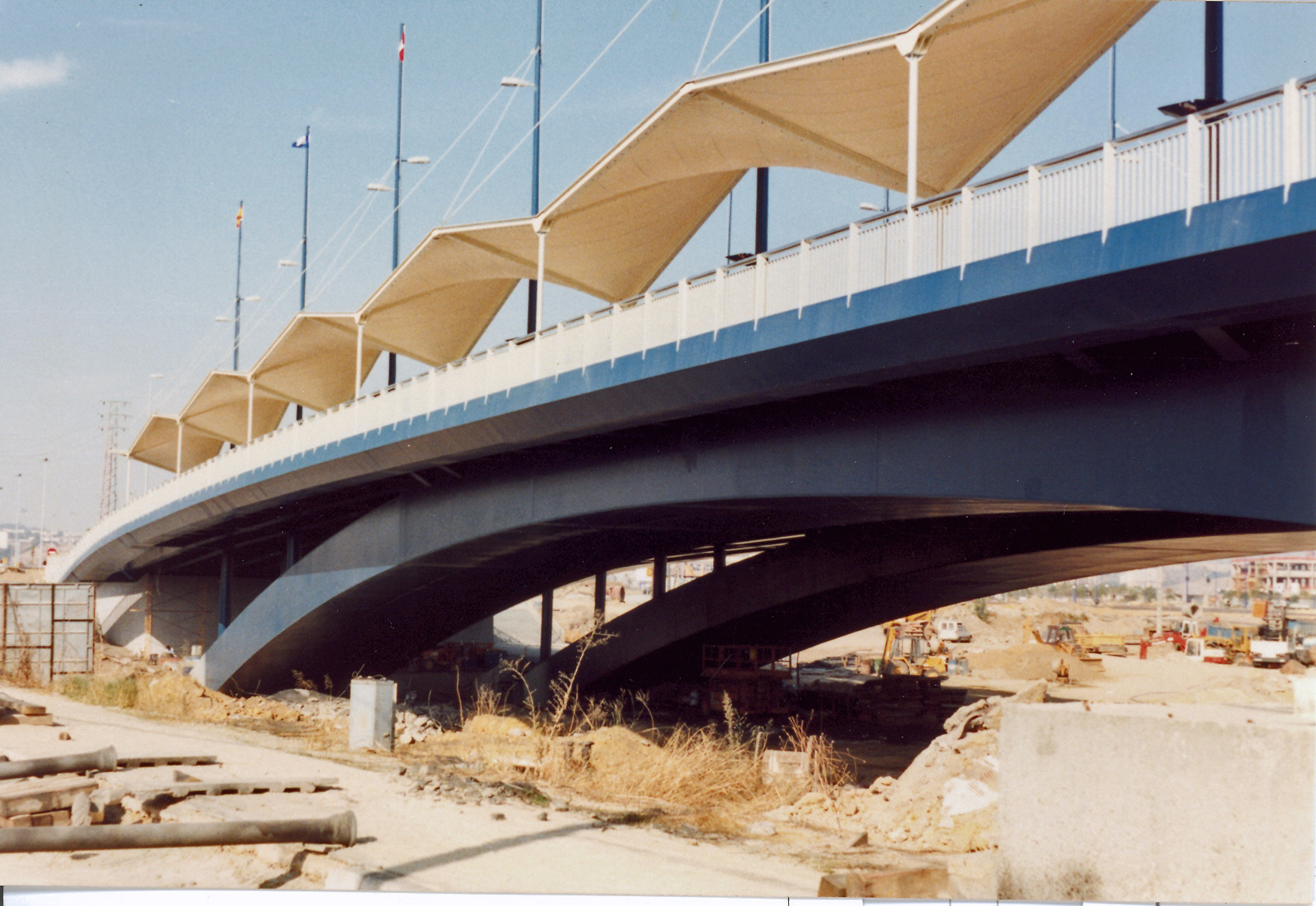
Le pont pendant sa construction en 1991, avant que la darse du fleuve ne soit recreusée.

Imaginé dans le contexte de l'Exposition universelle de 1992, il a été dessiné par l'architecte José Luis Manzanares, construit par Agroman-Fomento et inauguré le 17 octobre 1991. Il a coûté plus de 12 600 000 €. Son style est inspiré de celui du pont Alexandre-III de Paris.
Avant l'Expo, la darse du Guadalquivir (formée lors de la déviation du fleuve en 1948) s'arrêtait à l'endroit où se trouve le Pont du Christ de l'Expiration actuellement. L'extrémité supérieure de cette darse était connue sous le nom de Bouchon de la Chapina. Pour l'Expo, le canal a été recreusé vers le nord sur plusieurs kilomètres, rendant nécessaire la construction de quatre nouveaux ponts. le Pont du Christ de l'Expiration, le plus au sud des quatre, se trouve à l'endroit de l'ancien bouchon, sur le trajet de l'avenue du Christ de l'Expiration (avenida del Cristo de la Expiración). Il a coûté plus de 12 600 000 €. Son style est inspiré de celui du pont Alexandre-III de Paris.

### Origine de ses quatre noms
Son surnom de Pont de la Chapina vient du lieu-dit La Chapina, où il se trouve. Le surnom de Pont de los Leperos fait référence aux habitants de la commune de Lepe, dans la province de Huelva, à propos desquels circulent traditionnellement des blagues leur attribuant une grande bêtise. Puente de los Leperos signifie donc approximativement Pont des Imbéciles et vient du fait que le pont a été construit sur la terre ferme, et le canal creusé au-dessous par la suite. Quant à ses deux autres noms de Pont du Christ de l'Expiration et de Pont du Cachorro, il les doit tous les deux à la proximité de la Chapelle du Patrocinio, où se trouve la statue du Christ de l'Expiration, sculptée en 1682 par Francisco Antonio Ruiz Gijón. Le modèle de ce Christ aurait été un gitan mourant, connu pendant sa vie sous le surnom d'El Cachorro (littéralement le Chiot).

## Construction

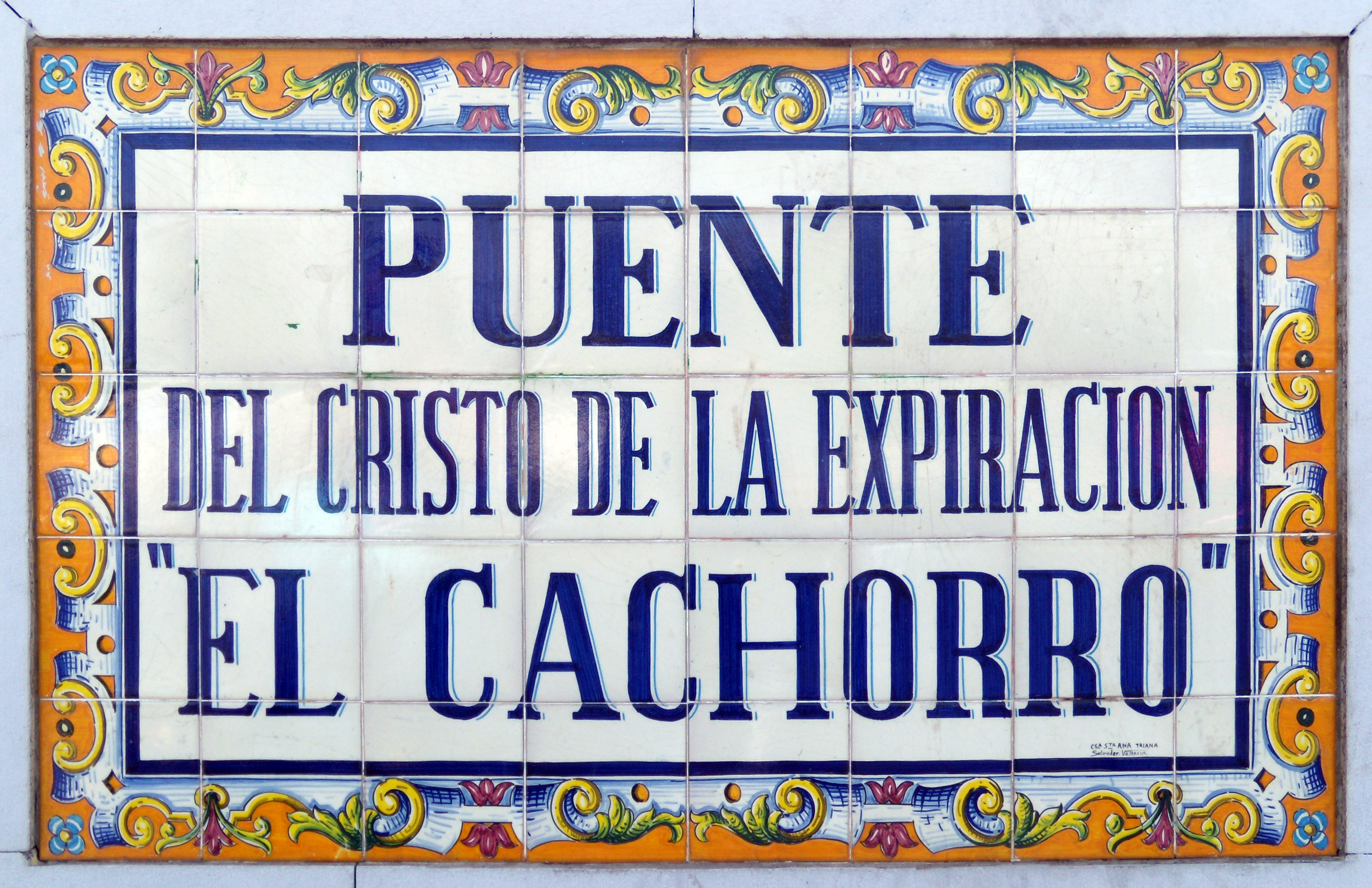
Plaque se trouvant à l'extrémité ouest du pont

Inspiré par le Pont Alexandre-III de Paris, il est composé d'un tablier en métal orthotrope d'une portée de 171 m et d'une longueur totale de 223 m, renfermant des raidisseurs longitudinaux. Il est soutenu par deux arches bi-articulées parallèles en acier inoxydable orthotrope. Chaque arche mesure 126 m de long sur 7 m de large et est constituée d'un caisson à section tricellulaire dont la hauteur varie entre 2,15 et 2,50 m. L'intérieur des arches contient des canalisations, les lignes de communication et des câbles électriques. Le tablier possède six voies (trois dans chaque sens) ; sur toute sa longueur se trouvent des mâts entre lesquels sont tendues des toiles protégeant les deux trottoirs, qui font également office de pistes cyclables, du soleil et des intempéries.

### Sources et bibliographie
- http://puentesevilla.iespana.es/, « Puente Cristo de la Expiración » (consulté le 17 décembre 2007)
- http://ropdigital.ciccp.es, « El Puente del Cachorro y el desatarramiento de Chapina » (consulté le 17 décembre 2007)
- http://www.terra.es, « El Río Guadalquivir » (consulté le 17 décembre 2007)